# 아모스 트버스키
아모스 트버스키(Amos Tversky, 1937년 3월 16일 ~ 1996년 6월 2일)는 인지·수학적 심리학자이다. 그의 초기 작업의 대부분은 측정의 기초에 관한 것이었다. 대니얼 카너먼과의 초기 연구는 예측과 확률 판단의 심리에 초점을 맞췄다. 후에 그들은 비합리적인 인간의 경제적 선택을 설명하는 것을 목표로 하고 행동 경제학의 주요 작품 중 하나로 여겨지는 전망이론을 개발하기 위해 협력했다. 트버스키가 죽은 지 6년 후, 카너먼은 아모스 트버스키와 협력한 공로로 2002년 노벨 경제학상을 받았다.